# Octombrie 2003
Acest articol este generat integral pe baza informațiilor din articolul 2003 și este actualizat periodic de un robot.
 Editările făcute în articol vor fi șterse la următoarea actualizare! Dacă doriți să faceți modificări, editați articolul-sursă.

ianuarie -
februarie -
martie -
aprilie -
mai -
iunie -
iulie -
august -
septembrie -
octombrie -
noiembrie -
decembrie
Octombrie 2003 a fost a zecea lună a anului și a început într-o zi de miercuri.

## Evenimente
- 5 octombrie: Avioanele de război israeliene lovesc presupuse baze ale jihadistilor islamici în interiorul teritoriului sirian, fiind primul atac israelian asupra țării de la războiul din Yom Kippur din 1973 .
- 12 octombrie: Michael Schumacher își câștigă al șaselea titlu mondial în Formula 1 și astfel dărâmă recordul lui Juan Manuel Fangio stabilit în 1957.
- 15 octombrie: Prima misiune chineză în spațiu; China a trimis o capsulă spațială având la bord un astronaut, Yang Liwei.
- 18-19 octombrie: Referendum național privind revizuirea Constituției României.
- 29 octombrie: Noua Constituție a României este publicată în Monitorul Oficial și intră în vigoare.
- 31 octombrie: Mahathir Mohamad a demisionat din funcția de prim-ministru al Malaeziei. El fusese liderul țării timp de peste 22 de ani.

## Nașteri
- 5 octombrie: Eden Golan, cântăreață israeliană
- 22 octombrie: Momona Kasahara, cântăreață japoneză

## Decese
- 1 octombrie: Vasile Zagorschi, 77 ani, compozitor din R. Moldova (n. 1926)
- 2 octombrie: Otto Günsche, 86 ani, ofițer german (n. 1917)
- 3 octombrie: Profira Sadoveanu, 97 ani, scriitoare română (n. 1906)
- 4 octombrie: Fred Herman Tuttle, 84 ani, fermier și actor american (n. 1919)
- 5 octombrie: Mircea Mureșan, 66 ani, jurist și profesor universitar român (n. 1937)
- 6 octombrie: Elisabeta Rizea, 91 ani, partizană anticomunistă română (n. 1912)
- 8 octombrie: Jean Buhman, 81 ani, inginer feroviar și epigramist român (n. 1922)
- 9 octombrie: Gheorghe Guzun, 68 ani, profesor, jurist, doctor în jurisprudență (1975) și conferențiar universitar sovietic și moldovean (n. 1935)
- 12 octombrie: Ion Ioanid, 77 ani, disident român (n. 1926)
- 13 octombrie: Bertram Neville Brockhouse, 85 ani, fizician canadian, laureat al Premiului Nobel (1994), (n. 1918)
- 14 octombrie: Zoltan Crișan, 48 ani, fotbalist român (atacant), (n. 1955)
- 16 octombrie: László Papp, 77 ani, boxer maghiar (n. 1926)
- 17 octombrie: Richard Donald Crenna, 76 ani, actor de film, televiziune, radio și regizor de televiziune american (n. 1926)
- 19 octombrie: Alija Izetbegovici, 78 ani, primul președinte al Bosniei și Herțegovinei (1990-1996), (n. 1925)
- 20 octombrie: Jack Elam, 82 ani, actor american (n. 1920)
- 27 octombrie: Johnny Boyd, 77 ani, pilot american de Formula 1 (n. 1926)
- 27 octombrie: Rod Roddy (n. Robert Ray Roddy), 66 ani, actor american (n. 1937)
- 30 octombrie: Thorgeir Thorgeirson, 70 ani, scriitor, traducător și regizor de film, islandez (n. 1933)
- 31 octombrie: Ioan Dan, 81 ani, romancier și memorialist român (n. 1922)